# 1789

## أحداث
- تأسيس مدينة کومرات وتقع حاليا في مولدوفا.
- تأسيس مدينة شيلتون وتقع حاليا في الولايات المتحدة.
- تأسيس مدينة كن تاه وتقع حاليا في فيتنام.
- 4 فبراير - انتخاب جورج واشنطن لرئاسة الولايات المتحدة الأمريكية
- 14 يوليو - اندلاع الثورة الفرنسية واعتبرت فترة تحولات سياسية واجتماعية كبرى في التاريخ السياسي والثقافي لفرنسا وأوروبا بوجه عام.

## مواليد
- أوغستين لوي كوشي
- إبراهيم محمد علي باشا
- توماس هارتول هورن
- جورج سيمون أوم
- سارتجي بارتمان
- فريدريك لست
- مصطفى بن محمد العروسي
- فيصل بن تركي ثاني إمام للدولة السعودية الثانية.
- عبد الرحمن بن هشام، سلطان المغرب.

## وفيات
- أنديرس دال